# Kinesuchus
Kinesuchus ("un cocodrilo") es un género extinto de crocodiliforme peirosáurido del Cretácico Superior procedente de la formación Bajo de la Carpa, Argentina. Fue nombrado por Filippi, Barrios & Garrido, 2018.
Se conoce por una mandíbula incompleta; estos restos se descubrieron en el cerro Overo, parte de la formación Bajo de la Carpa, en Neuquén, Argentina, los restos son datados de la época del Santoniense. Kinesuchus, comparte pocas características con otros peirosáuridos, como Hamadasuchus, Pepesuchus e Itasuchus.